# Sac à poche

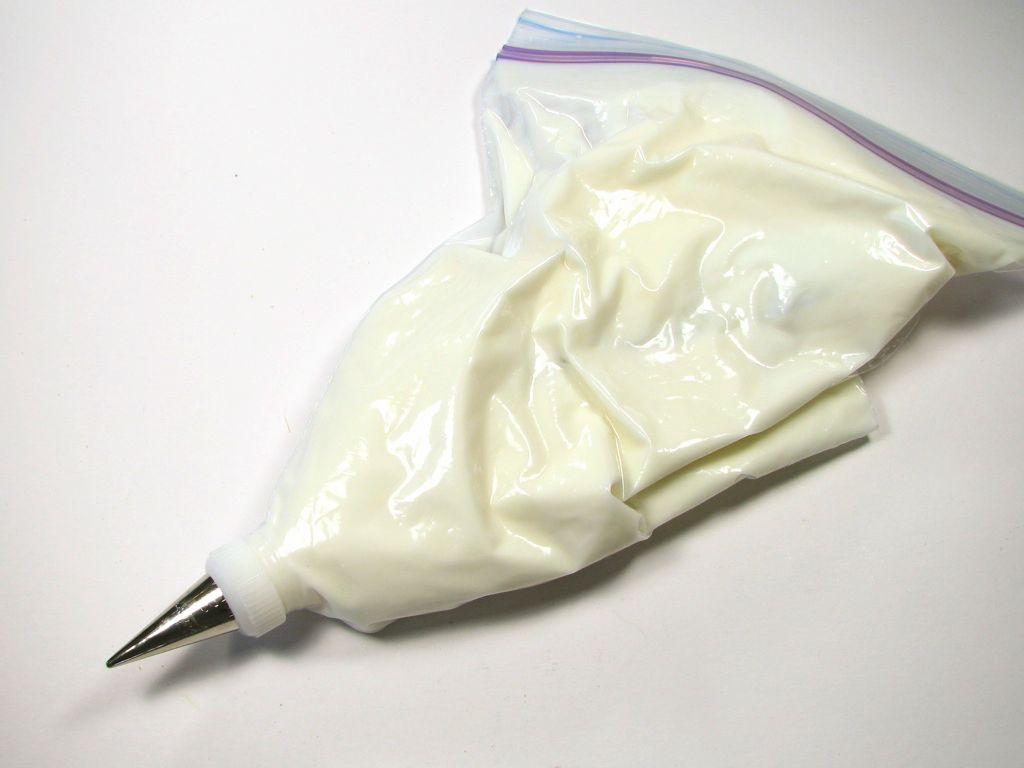
Sac à poche

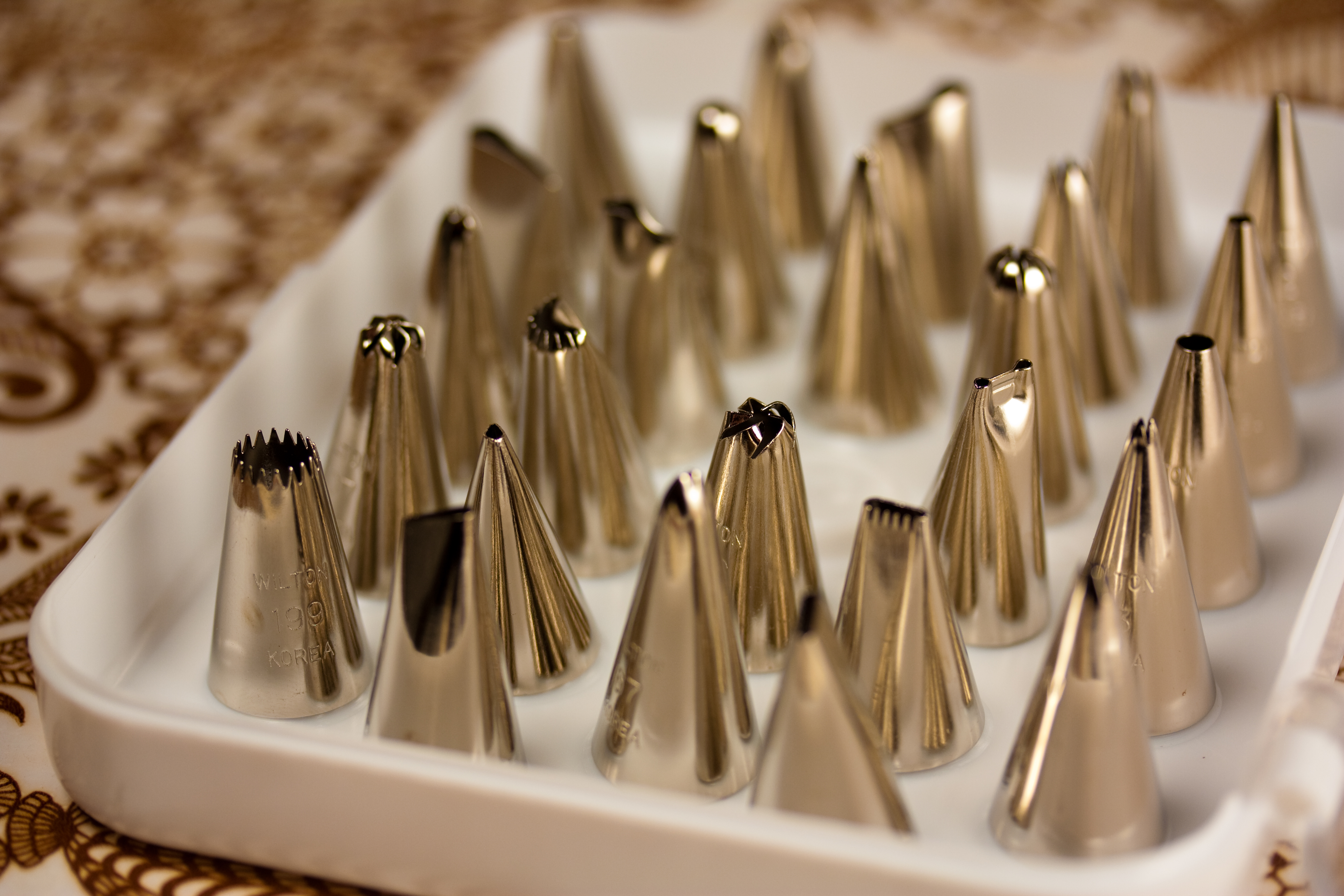
Bocchette per sac à poche

La tasca da pasticciere o sac à poche (pronuncia /sakaˈpɔʃ/) è un utensile da cucina. Il corpo è formato da una sorta di sacchetto di forma triangolare la cui punta termina nella bocchetta decorativa.

## Utilizzo

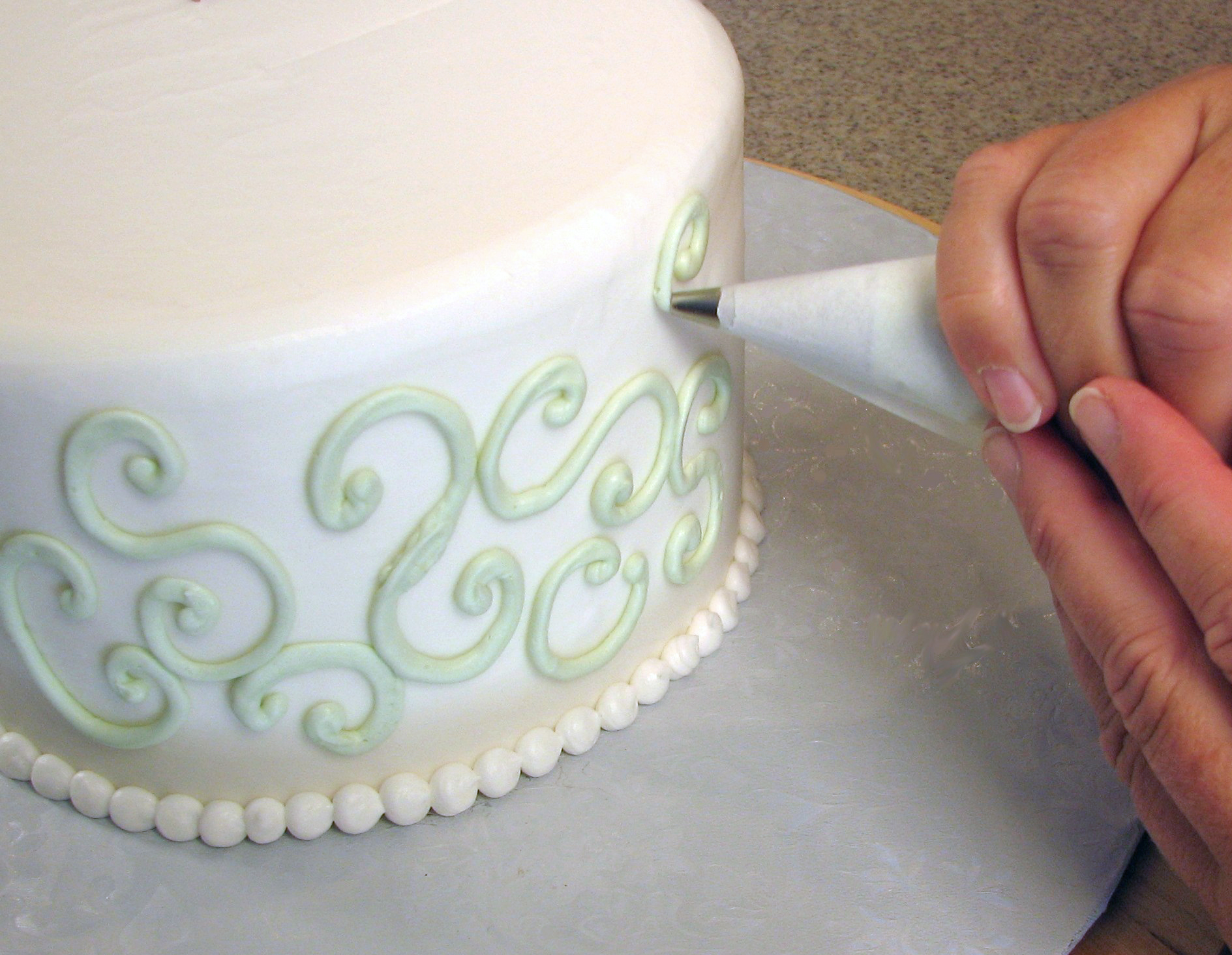
Utilizzo di un cornetto usa e getta

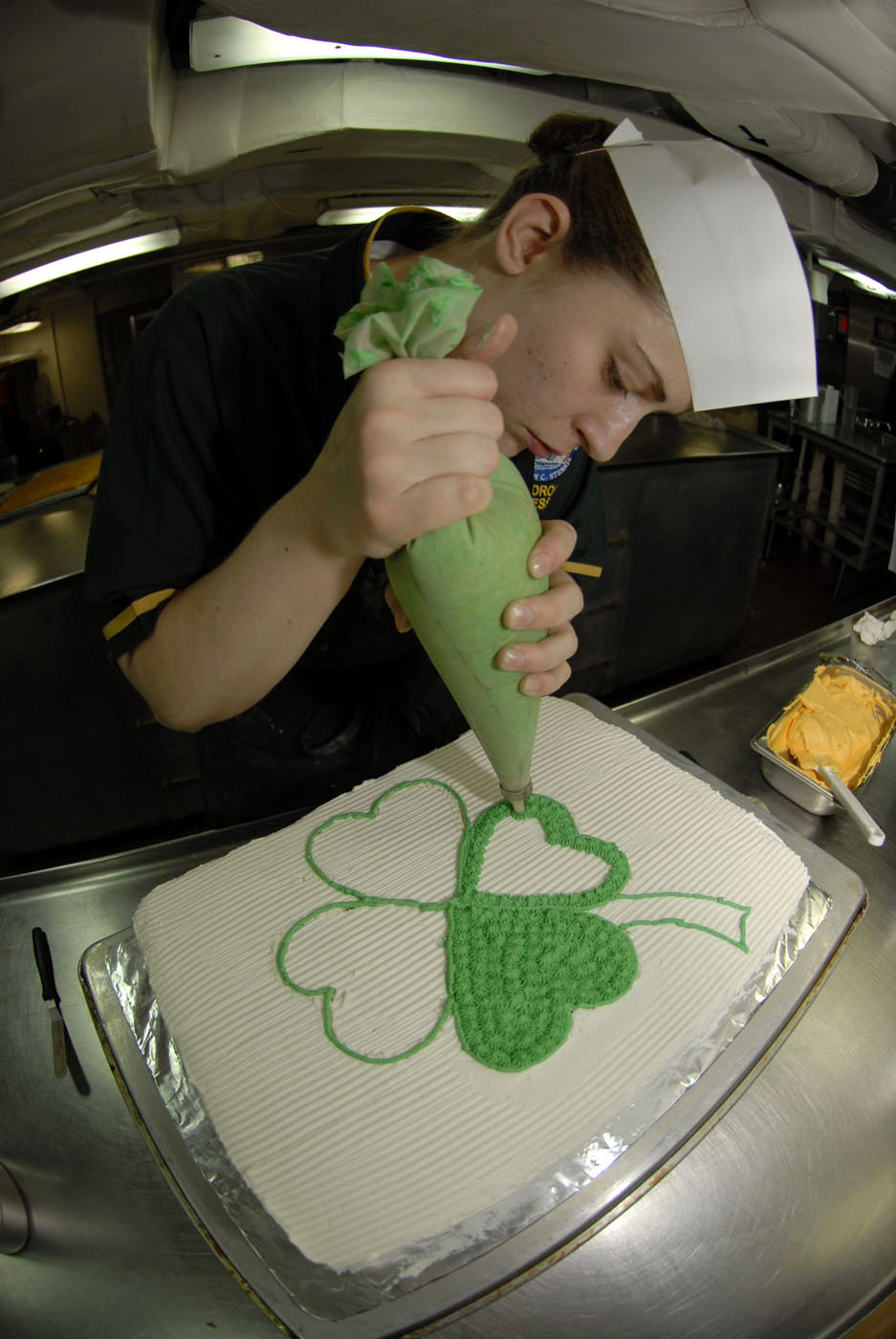
Sac à poche: utilizzo

Viene utilizzata tanto nel salato quanto nel dolce per riempire piccole preparazioni come i bignè e per decorare con salse, burri aromatizzati, purè di patate o con creme dolci. Viene usata anche per dare la forma a piccole preparazioni di pasticceria come biscotti, meringhe, pasticcini.
Molti cuochi la preferiscono alla siringa da pasticciere, attrezzo dalla funzione analoga, perché più semplice da riempire grazie all'ampia apertura opposta alla bocchetta e perché più maneggevole. Molte cucine professionali, inoltre, hanno in dotazione numerose bocchette in acciaio inossidabile e provvedono a preparare il corpo della tasca da pasticciere al momento, usando forme fatte con la carta da forno (dette cornetti) o simili. Si evita quindi che un ingrediente passi il suo sapore ad altri e si limita la possibilità che il corpo della tasca prenda sapore di detersivo venendo lavato di frequente. Ciò, inoltre, contribuisce sensibilmente al mantenimento dell'igiene dal momento che la sola bocchetta viene sterilizzata per bollitura mentre la tasca in sé viene gettata.

## Innovazioni
Con l'ideazione della macchina colatrice vi è stata un'innovazione per tutti gli operatori del settore che producono prodotti lavorati con la tasca da pasticciere. L'avvento di questa macchina ha portato molti di essi alla meccanizzazione e quindi a una riduzione del tempo impiegato per eseguire le lavorazioni.

## Origine del nome
Il termine sac à poche è un esempio di falso francesismo ottenuto dalle parole sac (sacca o busta) e poche (tasca). In francese, tale strumento viene chiamato poche à douille (in italiano tasca a bocchetta).